# 放射線障害軽減剤
放射線障害軽減剤（ほうしゃせんしょうがいけいげんざい）とは被曝による放射線障害を軽減、治療するための薬である。
ガンの治療などで行われる放射線治療の副作用として放射線障害が起きるが、これを軽減する目的での薬剤が研究されてきた。
近年では原発事故などによる被曝に対する治療薬としても注目を集めている。

## 種類
放射線治療による放射線性食道炎、放射線性直腸炎の治療薬として6,10,14,18-テトラメチル-5,9,13,17-ノナデカテトラエン-2-オン（ゲラニルゲラニルアセトン）などがある。
α−D−グルコピラノシル−（1→2）−L−アスコルビン酸を有効成分とした薬剤
アメリカではen:Entolimod（組み換えタンパク質）やen:Ex-Rad（Sodium 4-[(E)-2-[(4-chlorophenyl)methylsulfonyl]ethenyl]benzoate）という薬がある。

## 問題点
放射線障害軽減剤の問題として、被曝した患者に実際に投与して臨床を行うことが難しい。
実際に原発事故などで治療が必要なレベルの被曝患者は極めてまれで、福島第一原子力発電所事故でも治療が必要なレベルの患者は出ていない。
このため、動物実験止まりで人体実験が行えないため医薬品として承認を得ることが難しいという問題がある。
アメリカではこのような特殊な薬品に限り、動物実験のみで承認する特別ルールが存在するが、日本では承認が取れない。